# Naughty Little Doggie
Albums de Iggy Pop
American Caesar
(1993) Avenue B
(1999)
Naughty Little Doggie est le douzième album d'Iggy Pop (1996).

## Morceaux
1. I Wanna Live
2. Pussy Walk
3. Innocent World
4. Knucklehead
5. To Belong
6. Keep On Believing
7. Outta My Head
8. Shoeshine Girl
9. Heart Is Saved
10. Look Away